# Babelomurex laevicostatus
Babelomurex laevicostatus is een slakkensoort uit de familie van de Muricidae. De wetenschappelijke naam van de soort is voor het eerst geldig gepubliceerd in 1981 door Kosuge.